# 鮑比·威特
羅伯特·安德魯·老威特（英語：Robert Andrew Witt Sr.，1964年5月11日—），為前美國職棒大聯盟的投手，生涯效力過遊騎兵、運動家、馬林魚、紅雀、魔鬼魚、印地安人與響尾蛇等隊。

## 職業生涯

### 德州遊騎兵
威特在1986年登上大聯盟，整季他投出11勝9敗。不過他的控球能力不算太好，生涯前兩年都單季送出至少140次保送。
1987年8月2日，威特單局送出四次三振。球隊不僅拿下連7場客場勝利，隊史這項成就還一直到2009年才由Scoot Feldman再度達成。
1990年，威特投出17勝10敗，防禦率3.36。1992年，遊騎兵將威特、Jeff Russell和魯本·席耶拉交易到運動家，換來荷西·坎塞柯。

### 奧克蘭運動家
1992年至1994年間，威特投出23勝24敗。1994年6月23日，威特因為主審在6局上的一次誤判而錯失完全比賽，最後他投滿9局拿下一安打無保送的完封勝。

### 佛羅里達馬林魚
1994年球季結束後，威特和馬林魚簽下一年合約。不過他只投出2勝7敗，防禦率3.90。最後他在球季中被交易到遊騎兵。

### 重返德州
1995年至1998年間，威特投出36勝32敗。而1996年算是他在此期間表現最好的一年，整季投出16勝12敗，不過防禦率高達5.41。
1997年6月30日，威特成為大聯盟史上首位在跨聯盟比賽開轟的美聯投手。而他開轟的這支球棒目前被保存在棒球名人堂博物館內。

### 聖路易紅雀
威特在球季中被交易到紅雀，他只在紅雀出賽17場比賽，其中僅5場先發。

### 坦帕灣魔鬼魚
1999年，威特投出生涯最糟的一季。整季只拿下7勝15敗，防禦率高達5.82。

### 克里夫蘭印地安人
2000年，威特因傷只出賽7場比賽共投了15局。

### 亞利桑那響尾蛇
2001年，威特出賽14場比賽，拿下4勝1敗。他在國聯冠軍賽第二場8局上登板投球，被敲出3支安打失1分。世界大賽第6場，威特一樣在第8局上場。當時球隊15比3大幅領先，威特在保送後順利三振Shane Spencer。最後響尾蛇在第七場逆轉奪冠，威特也在獲得冠軍後宣布退休。

## 生涯投球成績
| 勝投 | 敗投 | 防禦率 | 出賽場次 | 先發 | 完投 | 完封 | 投球局數 | 安打 | 失分 | 自責分 | 全壘打 | 保送 | 三振 | 暴投 | 觸身球 |
| ---- | ---- | ------ | -------- | ---- | ---- | ---- | -------- | ---- | ---- | ------ | ------ | ---- | ---- | ---- | ------ |
| 142  | 157  | 4.83   | 430      | 397  | 47   | 11   | 2465.0   | 2493 | 1449 | 1324   | 252    | 1375 | 1955 | 128  | 39     |

## 個人生活
威特目前定居在德州的Colleyville，並育有4名子女。其中他的兒子小鮑比則是一位游擊手，小鮑比是2019年大聯盟選秀的榜眼，並在2022年入選皇家隊開季名單。

## 外部連結
- 球員資訊和成績在MLB，ESPN，Baseball-Reference，Fangraphs（英文）